# Ischnoderma brasiliense
Ischnoderma brasiliense är en svampart som beskrevs av Corner 1989. Ischnoderma brasiliense ingår i släktet Ischnoderma och familjen Fomitopsidaceae.   Inga underarter finns listade i Catalogue of Life.